# 福特Quadricycle
福特Quadricycle（英語：Ford Quadricycle）乃1896年由美國亨利·福特建造的第一輛汽車，由簡單的車架、一具燃氣發動機、四個自行車輪胎所組成。

## 概要與歷史
最早出現的汽車都是一輛接一輛以手工製造的方式打造出來，而且成本高昂，當時這種奇特的機器被視為富人的玩具。在1890年代，「無馬馬車」是一種全新的概念，對於汽車長成什麼模樣或如何工作，沒有人有一個固定、普遍的想法。大多數的汽車製造者都是發明家而非商人，他們運用自己的想像力和手上的零件打造出汽車。因此，這輛Quadricycle的問世意味著一項重要的創新。
1879年16歲的亨利·福特離開家鄉，成為底特律一家蒸汽機工廠的學徒。1891年福特進入愛迪生照明公司就職，1893年晉升為總工程師之後，他開始有充裕的時間和金錢進行對內燃機的研究，並獲得大衛·貝爾（David Bell）、吉姆·畢曉普（Jim Bishop）、喬治·卡托（George Cato）及愛德華·哈夫（Edward "Spider" Huff）等公司同事或朋友的奧援。1893年耶誕節的前夕，福特做出他的第一具發動機。1896年6月4日福特在他座落於底特律巴格利大道58號的房子（現在矗立著密西根大廈）後的煤倉裡，對他親手建造出來的純乙醇發動機進行最後的修正。此具雙缸引擎以乙醇為燃料，能產生4hp的馬力，由鏈條驅動後輪。變速器僅有兩個檔位，第一檔最高時速10mph、第二檔是20mph，但沒有倒車檔。這台由舵柄操控方向的機器，四個輪子以自行車的鋼絲輪圈和充氣胎組成，容量3加侖的油箱置於座椅底下。除了發動機、車輪、輪軸和舵柄之外，整輛車以木頭打造而成。經過2年多的實驗，時年32歲的福特將他完成的第一輛實驗性汽車命名為「Quadricycle（四輪車）」，因為這輛車由4個自行車胎所組成。不過這輛車的尺寸比煤倉的門還要大，福特只好動手拆除木門框及磚牆，才能夠把車子推出去。他的朋友吉姆·畢曉普（Jim Bishop）騎著自行車在前面，福特則開著他的第一輛汽車殿後，他們沿著底特律大河大道穿越三條主要幹道。
同年他以200美元的價格將這輛車賣給同城的查理斯·艾斯利（Charles Ainsley），再以這筆資金在1899年建造第二輛、1901年做出第三輛。最後福特以60美元的代價購回第一輛，目前這輛車保存在密西根州迪爾伯恩的亨利福特博物館裡。

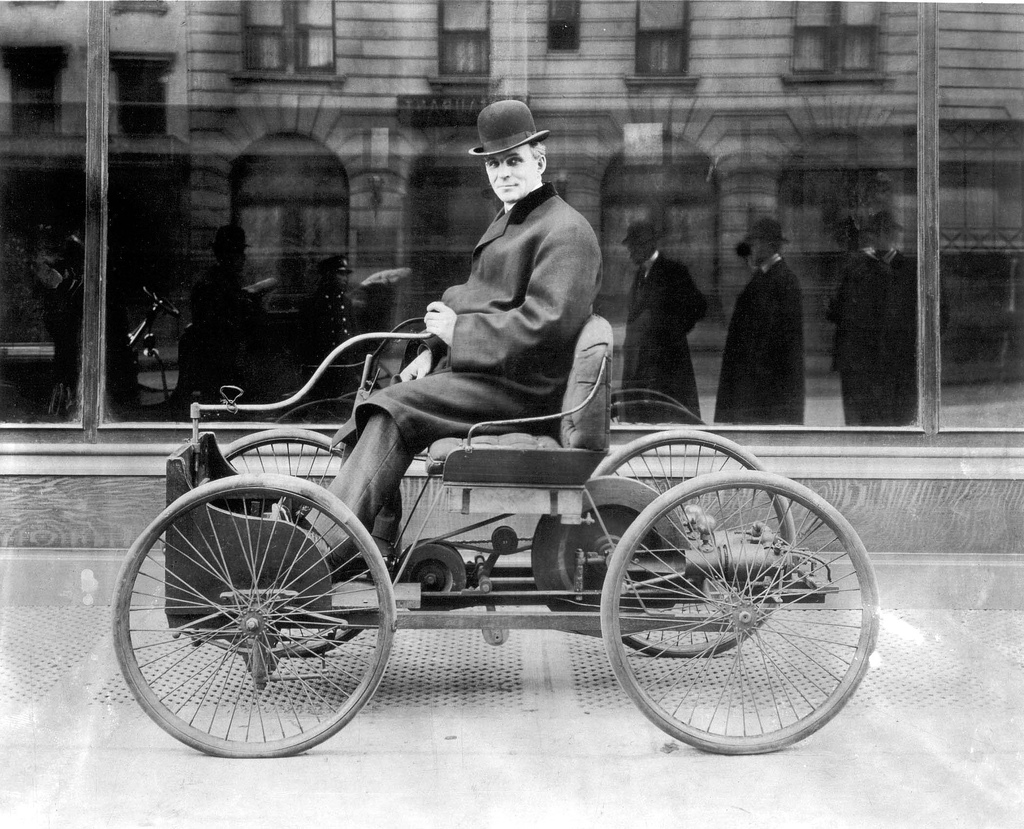
亨利·福特坐在他所打造的福特Quadricycle
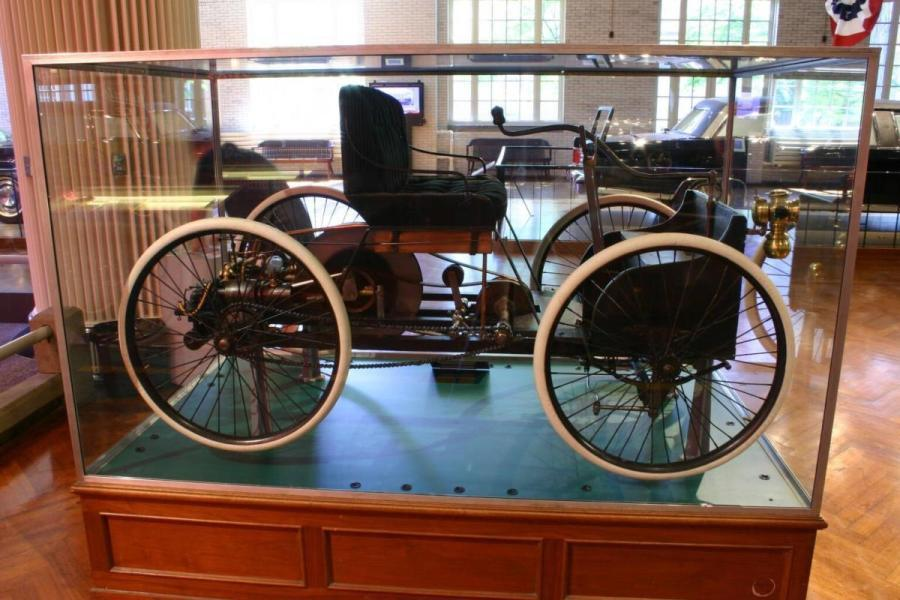

## 外部連結
- （英文）HENRY FORD’S QUADRICYCLE （页面存档备份，存于）